# Gregory Mason
Gregory Mason (1889–1968), conferencista, escritor y explorador estadounidense, fue uno de los diferentes investigadores que durante el siglo XX contribuyó con la exploración y documentación de las culturas mesoamericanas y suramericanas precolombinas.

## Reseña biográfica

### Nacimiento e infancia
Nació en New York, Estados Unidos el 3 de julio de 1889.
La familia Mason, era ampliamente conocida en el mundo del arte y la música en Estados Unidos. El Padre de Gregory Mason, Edward Palmer Mason, fue presidente y propietario de la Compañía Mason-Hamlin Music Company of Boston; y su tío, Daniel Gregory Mason, fue un reconocido compositor y profesor de Música de la Universidad de Columbia. Su abuelo, Henry Mason, fue cofundador de la firma de publicaciones Mason Brothers, y de la compañía de manufactura de pianos Mason & Hamlin Piano Company, y su bisabuelo, Lowel Mason, también fue un importante compositor musical. Lowel Mason es considerado como uno de los más importantes compositores musicales del siglo XIX en Estados Unidos.

### Su vida en el periodismo
Gregory Mason realizó sus estudios de pregrado en el Williams College, obteniendo su Bachelor of Arts  (B.A.) en el año de 1911. Ese mismo año inició su vida profesional como periodista del New York Evening Sun, un periódico impreso en la ciudad de New York. En 1914, se unió a la revista The Outlook, una revista semanal publicada en la Ciudad de New York, para quien sirvió como investigador especial y corresponsal tanto en Europa durante la Primera Guerra Mundial, como en México y Centroamérica. Gregory Mason no era un periodista común en el sentido ordinario. Era un investigador editorial como parte del personal de una de las principales revistas de la época en Estados Unidos, recorriendo al menos 27 países informando a Estados Unidos de diversos acontecimientos políticos y militares. Tenía una reconocida habilidad como observador y estudioso de las condiciones en otros países.

### Exploración Mason-Spinden
Para 1920, y como producto de sus viajes a México y Centroamérica, Gregory Mason había cultivado un gran interés en la antropología y la arqueología, siendo su visita a las ruinas mayas de Uxmal un impulsor de este interés. En 1923, Mason pública el artículo "Los enigmas de nuestro propio Egipto" (The riddles of our own Egypt), con el cual transfiere la fascinación del público estadounidense con la arqueología egipcia a la arqueología maya.

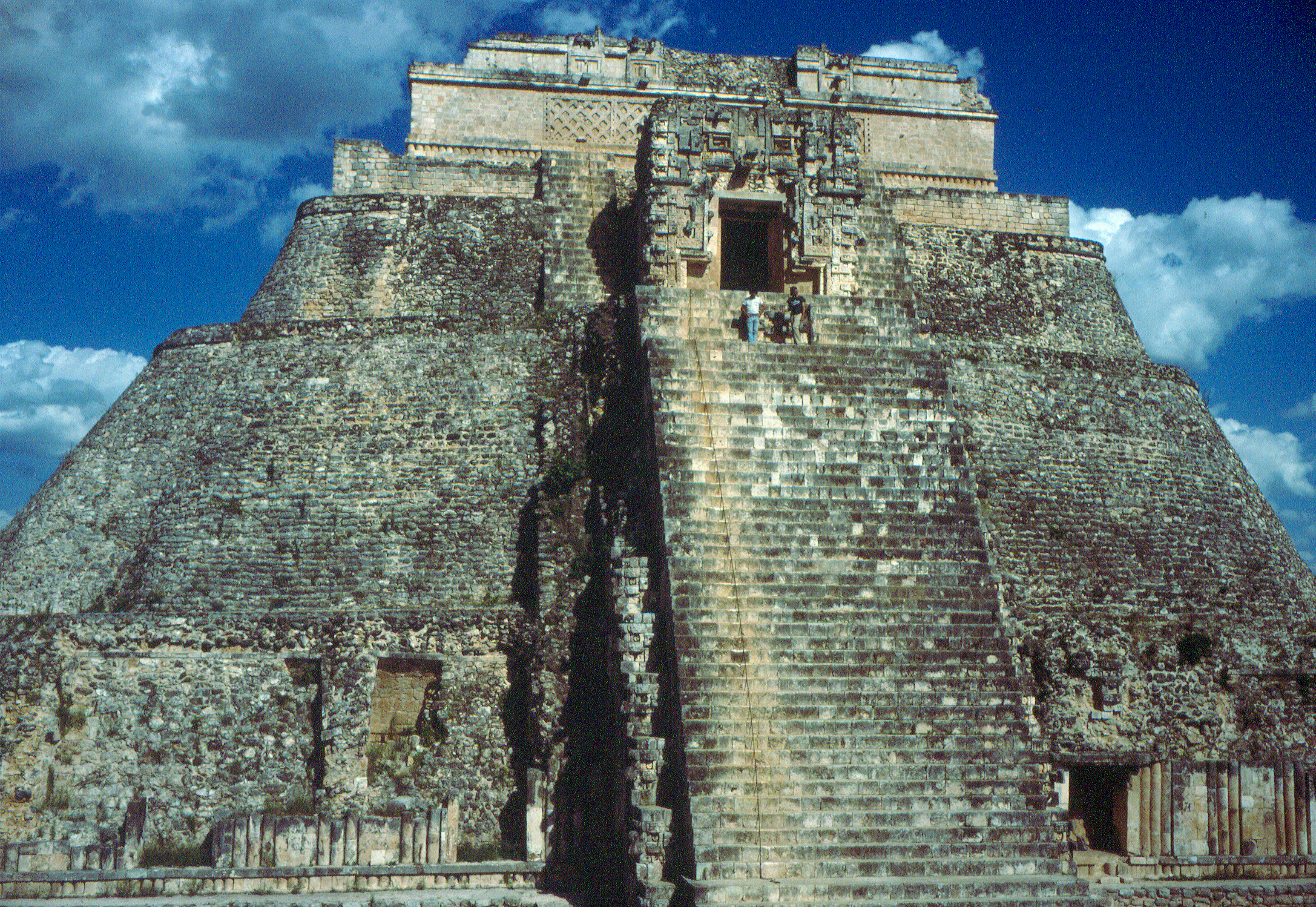
Pirámide de Uxmal

En 1926, el periódico The New York Times financió una expedición a Yucatán coordinada por Gregory Mason, junto a Herbert Spinden, quién de 1909 a 1921 había sido curador asistente de antropología en el Museo Americano de Historia Natural de Nueva York, y para la fecha de la expedición era el curador de Arqueología mexicana y Etnología en el Museo Peabody de la Universidad de Harvard. A esta expedición se le denominó la expedición Mason-Spinden, mediante la cual documentaron la existencia de siete ciudades mayas desconocidas, siendo Muyil la más importante. Las ruinas de Yo'okop fue otro sitio maya descubierto en esta exploración. Como producto de esta exploración, Gregory Mason escribió una serie de artículos que fueron publicados entre marzo y mayo de 1926 por el periódico New York Times,.

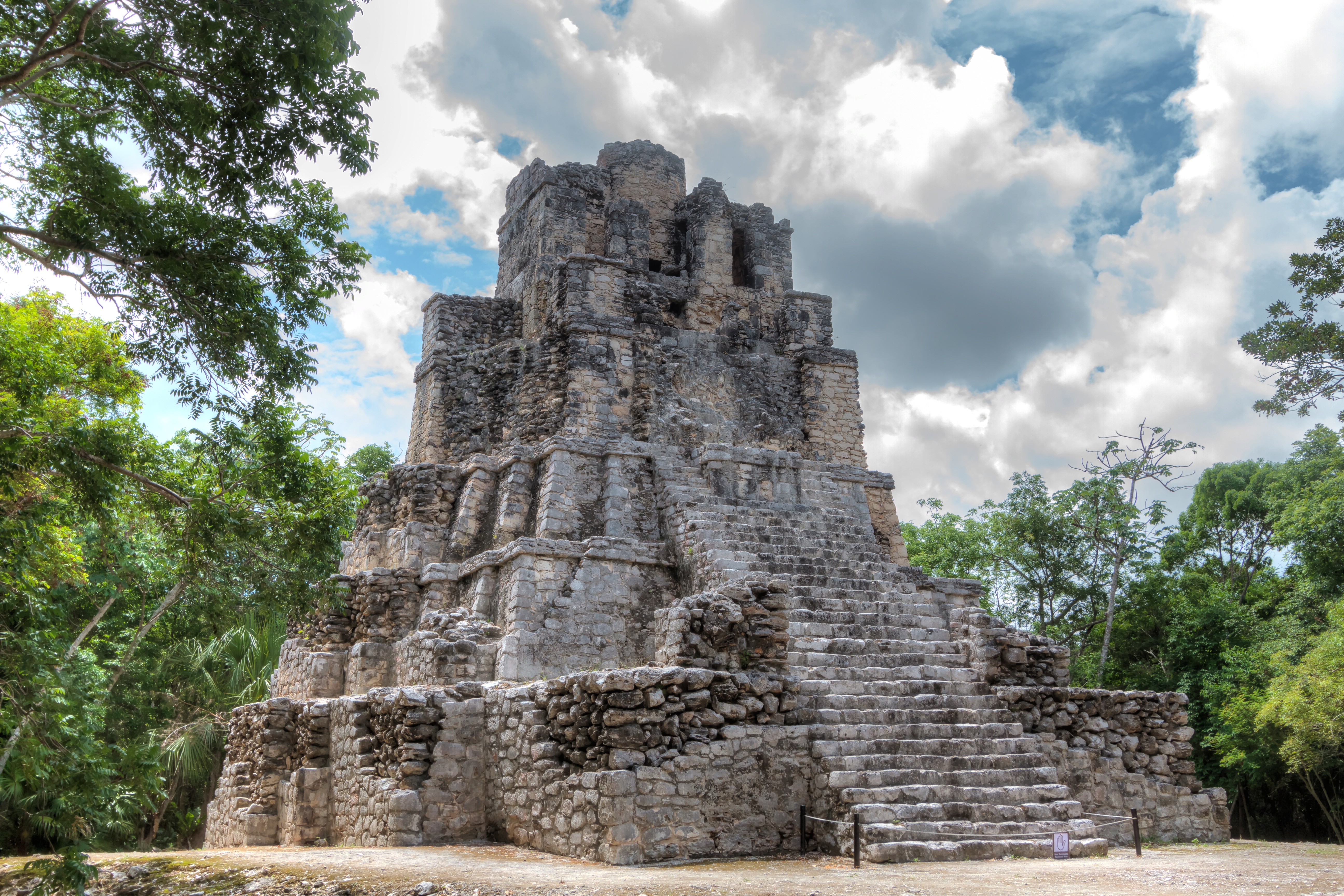
Muyil, una de las ciudades descubiertas por la expedición Mason-Spinden

## Exploraciones a Centroamérica y Colombia
A partir de la expedición con Herbert Spinden, Gregory Mason realizó 6 exploraciones más, en Yucatán, Centroamérica y Colombia, vinculándose a museos importantes de Estados Unidos como el Museo del Indio Americano de New York, Museo de Zoología Comparativa de Harvard, Museo de la Universidad de Pensilvania, el Museo Americano de Historia Natural, y el Museo de la Universidad de California del Sur. Para 1930, Gregory Mason tenía ya una significativa popularidad en Estados Unidos. En cada una de las exploraciones en las que participó, Mason colectó y documentó diferentes ejemplares arqueológicos que hoy se encuentran en las colecciones de algunos de estos importantes museos. La habilidad de Mason como documentador antropológico también resaltó a lo largo de su carrera como explorador.
Gregory Masón afirmaba que había un vacío importante en la historia de las culturas precolombinas mesoamericanas y suramericanas, ya que algunas de ellas (como lo mayas) alcanzaron importantes avances en las ciencias antes de la llegada de los españoles; implicando la posibilidad de una historia natural del Istmo centroamericano diferente a la difundida por académicos influyentes de la época. Mason comentaba en sus conferencias que el desarrollo que alcanzaron algunas culturas precolombinas (como en las matemáticas y la ingeniería) era comparable con el de los antiguos egipcios y los griegos. Mason promovía en Estados Unidos el enaltecimiento de los mayas como civilización perdida de América, contrariando al cuestionado sector académico promotor de la Eugenesia.
A inicios de 1928, Mason realizó una expedición para el Museo Nacional del Indio Americano en la península de Yucatán, financiada en parte por el empresario norteamericano Thomas Blodgett y el periódico New York Herald Tribune. A esta expedición se le llamó la Expedición Mason-Blodgett, en la que también participó Oliver Austin del Museo de Zoología Comparativa de la Universidad de Harvard. Fruto de esta expedición fue el descubrimiento las ruinas de Ixil y dos cuevas importantes con objetos precolombinos.
En 1930, Mason fue enviado por el Museo de la Universidad de Pensilvania a Centroamérica como líder de campo junto a Percy C. Madeira y John Alden Mason, en una de las primeras exploraciones aéreas con propósitos arqueológicos en la zona. Esta expedición, permitió fotografiar desde el aire varias ruinas mayas, explorando más de 10 mil millas cuadradas, en Guatemala, México y Belice. Esta expedición resaltó en su época el valor de la exploración aérea con propósitos arqueológicos.
En 1932 fue enviado a Honduras por el Museo Nacional de los Indios Americanos (NMAI), realizando una importante exploración en el Valle del Río Ulua, al norte de Honduras, colectando y documentando más de 500 objetos arqueológicos mayas. Uno de los sitios visitados por Mason fue “Playa de los Muertos (Honduras)”, donde años atrás la arqueóloga Dorothy Kate Hughes (Dorothy Popenoe) había realizado una importante investigación.. En la misma gira, Gregory Mason colectó fósiles de perezoso gigante en la localidad Santa Bárbara y los entregó posteriormente a Barnum Brown, curador del Museo Americano de Historia Natural en New York.

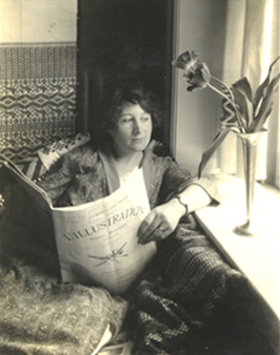
Dorothy Popenoe

En 1933, después de una nueva gira de exploración en Honduras, Gregory Mason provocó revuelo en el mundo académico de Estados Unidos al divulgarse en diferentes periódicos de esta nación el descubrimiento del primer fósil de dinosaurio en Centroamérica. Mason anuncia este descubrimiento después de atender una solicitud del Museo Americano de Historia Natural de confirmar la presencia en Honduras de un esqueleto gigante de dinosaurio reportado en Estados Unidos durante el desarrollo del 16.º Congreso Internacional de Geología (el Congreso Internacional de Geología era el evento de geología y paleontología más importante del mundo). Esta información es descrita en la página 9 del periódico The Washington Post del 23 de agosto de 1933, en la página 8 del periódico The Norwalk Hour del 24 de agosto de 1933 y en la p. 6 del periódico The Plattsmouth Journal del 21 de agosto de 1933. Esta información también se divulgó en Canadá a través del periódico Montreal Gazette.

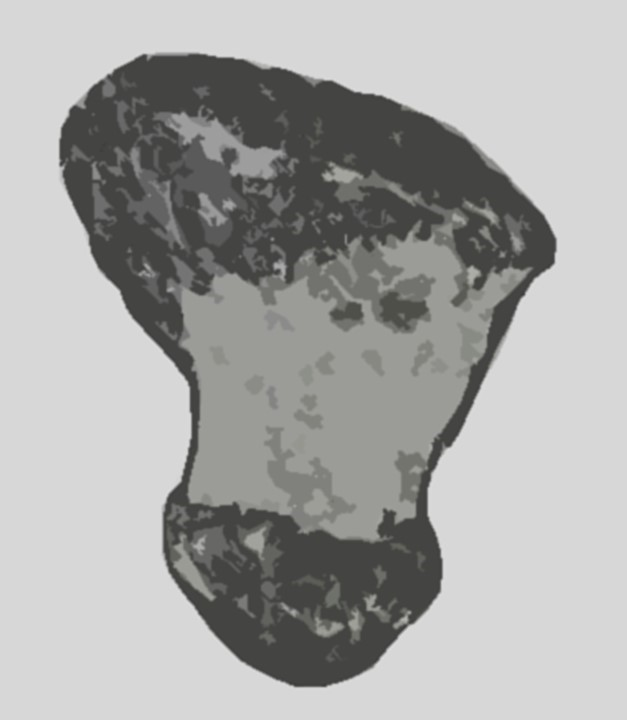
Representación artística del fósil reportado por Gregory Mason en New Orleans en 1933, informando del descubrimiento del primer fósil de dinosaurio de Centroamérica, aparentemente un metatarso.

Mason realiza está exploración después de participar en la filmación del documental “Green Gold” de Paramount Pictures sobre Samuel Zemurray y la Industria Bananera en Centroamérica, que incluía escenas en sitios arqueológicos mayas en Honduras (Samuel Zemurray fundó en Honduras la Escuela Agrícola Panamericana en 1941, 8 años después del reporte de Mason).  Sin embargo, aunque hay fotografías del hueso en documentos periodísticos que en efecto coinciden con la morfología de un hueso metatarso de la extremidad posterior de un titanosaurio, no existen reportes científicos posteriores que hayan documentado este descubrimiento, a pesar de que representaba el reporte paleontológico más importante de Centroamérica en la época. Posteriormente en 1971 se descubrió en Honduras un hueso fósil de dinosaurio, que confirmó la presencia de estos organismos sobre suelo centroamericano. Estos reportes representan los únicos registros de Dinosaurios de América Central.
Gregory Mason también generó notoriedad en Estados Unidos en 1933 al llevar a ese país una valiosa pieza de colección, el arma personal del filibustero William Walker, encontrada y recuperada en la Ciudad de Trujillo, Honduras, después de una exploración arqueológica-antropológica. El arma, un revólver Remington 1858 New Army, era del mismo tipo de arma que utilizó el famoso norteamericano Buffalo Bill.

### Últimos años
Realizó sus estudios de doctorado en filosofía en la Universidad del Sur de California, Estados Unidos, centrándose en el estudio de la cultura de los Taironas. 
En 1941, fue nombrado director del Departamento de Periodismo de la Universidad de New York, cargo que ocupó hasta su jubilación en 1954. Gregory Mason murió en Greenwich, Connecticut en 1968.

## Escritos y legado
- Silver Cities of Yucatan  (1927)
- Pottery and other artifacts from caves in British Honduras and Guatemala  (1928) Indian Notes and Monographs-NMAI[43]
- Columbus came late   (1931)
- Culture of the Taironas  (1936)[42]
- Native American Food  (1936) Natural History-AMNH[44]
- South of the Yesterday  (1940)[23]